# Vlak (film)
Vlak (v originále The Train) je americko-francouzsko-italský hraný film z roku 1964, který režíroval John Frankenheimer. Film popisuje záchranu uměleckých předmětů, které mají být vyvezeny z nacisty okupované Paříže do Německa. Film byl natočen podle knihy Le Front de l'art, kterou napsala Rose Valland (1898-1980), která se jako historička umění a odbojářka podílela na záchraně uměleckých děl.

## Děj
Děj začíná 2. srpna 1944, kdy již Spojenci ovládají značnou část Francie a očekává se, že každou chvíli vstoupí do Paříže. Plukovník von Waldheim nařídí evakuovat umělecká díla zabavená židům a shromážděná v Galerie nationale du Jeu de Paume, aby je odvezl do Německa. Jedná se o zástupce tzv. zvrhlého umění (Paul Gauguin, Auguste Renoir, Vincent van Gogh, Édouard Manet, Pablo Picasso, Edgar Degas, Joan Miró, Paul Cézanne, Henri Matisse, Georges Braque, Maurice Utrillo aj.) Díla mají být poslána zvláštním vlakem. Slečna Villardová, historička umění, která o sbírky pečovala, se vydá za členy odboje, aby zabránili odjezdu vlaku. Paul Labiche, oblastní železniční inspektor je však skeptický a nechce riskovat životy lidí jen kvůli obrazům. Vlak je vypraven, avšak díky sabotáži musí vlak zastavit a lokomotiva se vrátí na opravu do Vaires-sur-Marne. Plukovník von Waldheim pošle druhý den s vlakem přímo Labiche. Ten připraví spolu se svými kolegy na trati léčku, kdy v Metách vlak pošlou oklikou zpět. Poté z vlaku vyskočí, nechají jej vykolejit a poté do něj najet další lokomotivou, aby nemohl odjet. Záchrana vlaku se pro exilovou vládu v Londýně stane prioritou a nařídí označit vagóny bílou barvou, aby na vlak při náletech nikdo neútočil. To se odbojářům a železničářům podaří. Vyproštěný vlak se vydá opět na cestu do Německa, tentokrát před akcemi odbojářů chráněný lidskými štíty – místními obyvateli. Labichovi se však podaří poškodit koleje a vlak vykolejí. Němečtí vojáci odjedou spolu s ustupujícím Wehrmachtem, von Waldheim však ještě předtím nechá rukojmí postřílet. U vlaku s obrazy zůstane pouze plukovník von Waldheim, kterého při poslední konfrontaci Paul Labiche zastřelí.

## Obsazení

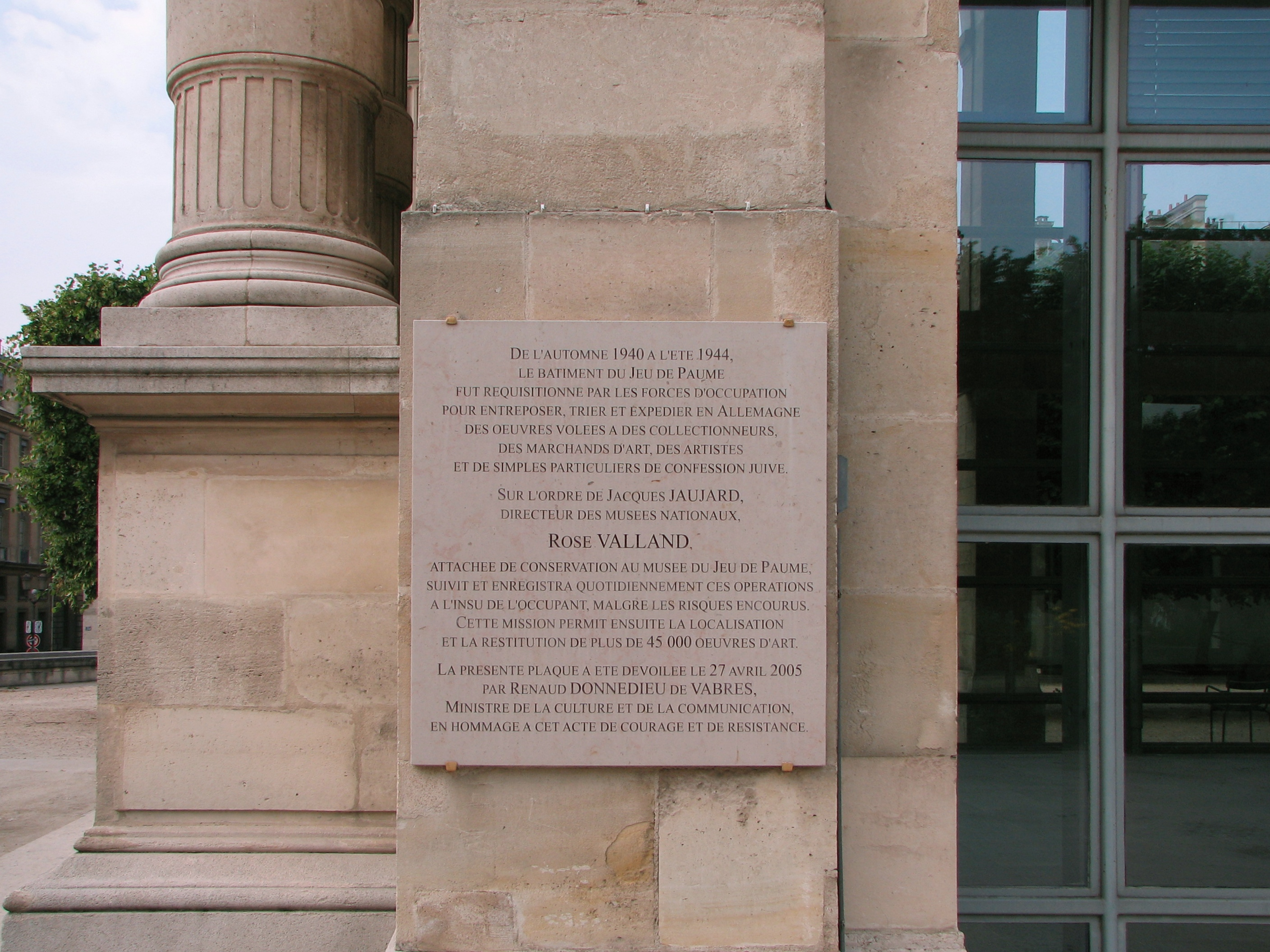
Pamětní deska na galerii upomínající záchranu uměleckých děl

| Burt Lancaster  | Paul Labiche                 |
| Paul Scofield   | plukovník von Waldheim       |
| Jeanne Moreau   | Christine                    |
| Suzanne Flon    | Villardová, historička umění |
| Michel Simon    | papa Boule                   |
| Wolfgang Preiss | poručík Herren               |
| Albert Rémy     | Didont, strojvůdce           |
| Charles Millot  | Pesquet, strojvůdce          |
| Richard Münch   | generál von Libitz           |
| Jacques Marin   | Jacques, přednosta stanice   |
| Jean Bouchaud   | kapitán Schmidt              |
| Donald O'Brien  | seržant Schwartz             |

## Ocenění
V roce 1965 byl film nominován na cenu Oscar v kategorii nejlepší scénář.